# Hartshorneellips
Inom matematiken är en Hartshorneellips en ellips i enhetsklotet begränsad av 4-sfären S4 så att ellipsen och cirkeln som ges av snittet av dess plan med S4 satisfierar Ponceletkravet att det finns en triangel med hörn på triangeln och kanter  som är tangenter till ellipsen. De introducerades av Hartshorne (1978).